# La muerte busca un hombre
La muerte busca un hombre es un spaghetti western hispano-italiano del año 1971, dirigido por el cineasta español José Luis Merino y protagonizado por Peter Lee Lawrence.

## Argumento
Robert MacGregor (George Forsythe) y Donna MacGregor (Malisa Longo) son un matrimonio que se dedica a la caza de forajidos buscados por la justicia. Pero en lugar de entregarlos con vida, los matan para así poder robarles y además cobrar la recompensa ofrecida. La ambición les conduce a enfrentarse con un cruel y astuto asesino que acaba con la vida de Gladys. Sin embargo, aparece un misterioso forastero, Ross Stewart (Peter Lee Lawrence) que en principio parece estar de parte de Forsyte. Cuando la mujer de éste muere, se desvelarán los planes del forastero...